# Philip S. Crooke
Philip Schuyler Crooke (ur. 2 marca 1810 w Poughkeepsie, zm. 17 marca 1881 w Flatbush w Brooklynie w Nowym Jorku) – amerykański polityk, członek Partii Republikańskiej.

## Działalność polityczna
W 1863 zasiadał w New York State Assembly. W okresie od 4 marca 1873 do 3 marca 1875 przez jedną kadencję był przedstawicielem 4. okręgu wyborczego w stanie Nowy Jork w Izbie Reprezentantów Stanów Zjednoczonych.